# Gnophomyia rubicundula
Gnophomyia rubicundula är en tvåvingeart som beskrevs av Alexander 1921. Gnophomyia rubicundula ingår i släktet Gnophomyia och familjen småharkrankar.
Artens utbredningsområde är Peru. Inga underarter finns listade i Catalogue of Life.